# Vogelheim
Vogelheim (auf Borbecker Platt Vüegelheem genannt) ist ein nördlicher Stadtteil der Stadt Essen, und in seinem Stadtbezirk der jüngste.

## Geschichte und Strukturwandel
Durch einen Fund im Jahr 1926 wurde Vogelheim überregional bekannt, denn mit der Vogelheimer Klinge wurde das älteste menschliche Werkzeug der Region entdeckt.
Im Mittelalter war Vogelheim eine bäuerliche Gegend, die im Wesentlichen durch die Wasserburgen und Herrensitze Heck und Horl geprägt war. Diese frühe Bauernbesiedlung entwickelte sich erst nach 1900 zur Bergarbeitersiedlung. Mit Stilllegung der Zeche Emil-Emscher 1973 setzte ein Strukturwandel ein. Die Industrieflächen wurden zu Gewerbegebieten mit klein- und mittelständischen Industrie- und Handwerksbetrieben umgewandelt. Weiterhin bieten die Industrieansiedlungen am Stadthafen, die zwei Alten- und Pflegeheime sowie der Groß- und Einzelhandel heute vielen Bürgern Arbeitsplätze.

### Wappen

Wappen von Vogelheim

Blasonierung: „In Silber (Weiß) drei balkenweise schwarze Vögel, darüber und darunter je zwei grüne Balken.“
Das Wappen wurde von Kurt Schweder entworfen und hatte nie offiziellen Charakter. Ende der 1980er Jahre schuf der Heraldiker für alle Essener Stadtteile Wappen. Sie sind inzwischen von der Essener Bevölkerung gut angenommen worden.
Bedeutung: Das Wappen ist ein sogenanntes „redendes Wappen“; die schreitenden Vögel stammen aus dem Wappenbild der Erbgutsbesitzer von Vogelheim. Später verkauften sie das Gut an die mit ihnen verwandte Adelsfamilie derer von Knippenburg. Auch sie führten die drei Vögel im Wappen. Die Vogelheimer Bürger legen das Wappen jedoch wie folgt aus: das Grün der Balken für die Hoffnung auf bessere Achtung der Menschenwürde, das Weiß des Schildes für friedliche Akzeptanz menschlicher Verschiedenheit und die Vögel für Freiheit der Gemeinnützigkeit und des Bürgerwillens.

## Charakter
In dem vom Bergbau geprägten Stadtteil wurde zu Beginn des vergangenen Jahrhunderts für die Arbeiter Wohnraum in Siedlungen nahe der Zechen geschaffen. Die überwiegend zwei- bis dreigeschossige, offene Bauweise prägt heute noch den gesamten Stadtteil. Nach den Zechenschließungen verbesserte sich das Wohnumfeld weiterhin durch die Schaffung gehobener Wohnbebauung und die Ausweitung des Grünanteils (Begrünung Essen Norden, Waldentwicklungsprogramm Essener Norden). Bis auf die Hafen- und Krablerstraße ist das gesamte Wohngebiet verkehrsberuhigt. Es gibt vier Kindergärten. Im Stadtteil leben Menschen vieler Nationalitäten. Rund 17 Prozent der Bürger sind ausländischer Herkunft. Neben der katholischen und evangelischen Gemeinde sind auch die kroatische und eine spanische Gemeinde im Stadtteil ansässig.
Die Gesamtschule Nord wurde am 21. September 1990 offiziell eingeweiht. Knapp 1000 Schüler besuchten 2012 die Gesamtschule Nord, davon haben 50 Prozent einen Migrationshintergrund. Etwa 400 Schüler erreichten das Abitur.
In der Straße An der Walkmühle erinnert ein Gedenkstein an die erste Fabrikationsstätte und damit den Ursprung der Friedrich Krupp AG. 1812 wurde hier der erste Reckhammer durch den Firmengründer Friedrich Krupp errichtet.
Um den zugezogenen Bergarbeitern der Zeche Emil 1/2, später Zeche Emil-Emscher Wohnraum zu bieten, wurde 1903 die Bergbausiedlung Wildstraße errichtet.
1952 wurde die Kirche St. Thomas Morus der katholischen Kirchengemeinde aus Trümmersteinen erbaut. Sie wurde am 30. September 2018 profaniert und Ende 2019 abgerissen.
Ein Gedenkstein an den Pfarrer Albert Schmidt befindet sich an der nach ihm benannten Straße. Ihm wurde am 23. September 1969 in Anerkennung seiner besonderen Verdienste in Vogelheim die Ehrenplakette der Stadt Essen verliehen.
Um die Schadstoffbelastung der Luft festzustellen, wurde eine Messstation des Landesumweltamtes in der Hafenstraße/Wildstraße errichtet.
Im Stadtteil befindet sich der Stadthafen, eine Feuerwache, die Wasserschutzpolizei, ein Briefverteilzentrum der Deutschen Post AG sowie der erste am 8. November 1963 eröffnete SB-Großmarkt der Metro GmbH.

### Bevölkerung
Am 31. März 2025 lebten 6.094 Einwohner in Vogelheim.
Strukturdaten der Bevölkerung in Vogelheim (Stand: 31. März 2025):
- Bevölkerungsanteil der unter 18-Jährigen: 21,4 % (Essener Durchschnitt: 16,9 %)[6]
- Bevölkerungsanteil der mindestens 65-Jährigen: 17,1 % (Essener Durchschnitt: 21,7 %)[7]
- Ausländeranteil: 24,0 % (Essener Durchschnitt: 20,6 %)[8]

## Verkehr
Der Bahnhof Essen-Vogelheim liegt im Süden des Stadtteils. In ihm endet ein verbliebenes Teilstück der Bahnstrecke Bochum–Essen/Oberhausen als Stichstrecke von Oberhausen-Osterfeld Süd und dient dem Anschluss des Stadthafens Essen und der Trimet Aluminiumhütte. SPNV findet nicht statt.
Die VRR-Buslinien 170, 196 und NE15 der Ruhrbahn bedienen den Stadtteil.
| Linie | Verlauf | Takt (Mo–Fr)                                                                      |
| ----- | --- | --------------------------------------------------------------------------------- |
| 170   | Borbeck Bf – Borbeck Germaniaplatz – Bergeborbeck – Vogelheim – Altenessen Mitte – Katernberger Markt – Zollverein Nord Bf – Schonnebeck – Zeche Bonifacius – Kray Nord Bf – Kray Mitte – Leithe – Freisenbruch – Steele Ost – Steele                        | 10 min (HVZ: 5 min) (Borbeck–Kray Mitte) 20 min (HVZ: 10 min) (Kray Mitte–Steele) |
| 196   | Bergeborbeck Hornbach – Hafenverwaltung – Vogelheim – Bergeborbeck Bf – Gewebepark M1 – Universität Essen – Berliner Platz – Rathaus Essen – Essen Hbf – Bismarckplatz – Alfred-Krupp-Schule – Frohnhausen, Wickenburgstraße – Betriebshof Schweriner Straße | 20 min                                                                            |
| NE15  | Borbeck Bf – Borbeck Germaniaplatz – Bergeborbeck – Vogelheim – Altenessen Mitte – Katernberger Markt – Zollverein Nord Bf – Schonnebeck – Zeche Bonifacius – Kray Nord Bf                                                                                   | 60 min                                                                            |